# Jugeals-Nazareth
 Jugeals-Nazareth  (en occitano Jutjals) es una comuna y población de Francia, en la región de Lemosín, departamento de Corrèze, en el distrito de Brive-la-Gaillarde y cantón de Brive-la-Gaillarde Sudoeste.
Su población en el censo de 2008 era de 819 habitantes.
Está integrada en la Communauté de communes des Portes du Causse, de la que es la mayor población.

## Demografía
| 237 | 241 | 311 | 502 | 604 | 687 | 819 |
| Para los censos de 1962 a 1999 la población legal corresponde a la población sin duplicidades (Fuente: INSEE [Consultar]) |     |     |     |     |     |     |